# 八王子歯科大学
八王子歯科大学（はちおうじしかだいがく）は、1970年代に東京都八王子市に設置が計画されていた日本の私立大学。

## 背景
1960年当時の日本には、大学歯学部・歯科大学は東京歯科大学、日本歯科大学、日本大学歯学部、大阪歯科大学、九州歯科大学、東京医科歯科大学、大阪大学歯学部の7校のみしか設置されておらず、1960年代・70年代には増え続ける歯科の需要に対応するため歯学部・歯科大学の新設が続いていた。そのような中、1971年に八王子市で最も大きな精神科単科病院が、病院を閉鎖し、歯科大学を設立する方針を固めた。

## 設立準備
同院は医師の大部分が日本大学から派遣されていたことなどの関係から、同大学から派遣される教員も決まるなど、設立準備は進んでいった。

## 行政
1972年になって、4月で病院を閉鎖し歯科大学を設立する方針が示されると、東京都衛生局は500人の入院患者がいる病院が相談なく突然閉鎖することに困惑したが、私立病院であるため閉鎖を止める権限がないとした。八王子市も同院に委託保護している生活保護の患者が100名おり、その半分以上が身寄りのない者であることから困惑したが、一方で大学の設立自体には歓迎的であった。

## 従業員・患者
同院の閉鎖計画が発覚すると従業員は労働組合を設立して閉鎖反対を訴えた他、患者の家族からの問い合わせが殺到した。

## 結末
同院の病院長が不正で逮捕されたことにより大学設立計画は破綻した。